# Prva hrvatska košarkaška liga 2010-2011
La Prva hrvatska košarkaška liga 2010-2011 è stata la 20ª edizione del massimo campionato croato di pallacanestro maschile. La vittoria finale è stata ad appannaggio del KK Zagabria.

## Risultati

### Stagione regolare

#### Prima fase
|    | Squadra          | G  | V  | P  | PF   | PS   | Pt. | Qualificazione |
| -- | ---------------- | -- | -- | -- | ---- | ---- | --- | -------------- |
| 1  | Spalato          | 18 | 15 | 3  | 1569 | 1334 | 33  | poule scudetto |
| 2  | Borik Puntamika  | 18 | 11 | 7  | 1396 | 1288 | 29  | poule scudetto |
| 3  | Alkar            | 18 | 11 | 7  | 1382 | 1341 | 29  | poule scudetto |
| 4  | Zabok            | 18 | 10 | 8  | 1416 | 1383 | 28  | poule scudetto |
| 5  | Dubrovnik        | 18 | 10 | 8  | 1402 | 1423 | 28  |                |
| 6  | Kvarner 2010     | 18 | 9  | 11 | 1381 | 1416 | 27  |                |
| 7  | Vr. Osijek Darda | 18 | 8  | 10 | 1380 | 1432 | 26  |                |
| 8  | Brod             | 18 | 7  | 11 | 1406 | 1445 | 25  |                |
| 9  | Dubrava          | 18 | 5  | 13 | 1437 | 1555 | 23  |                |
| 10 | Trogir           | 18 | 4  | 14 | 1308 | 1460 | 22  |                |

#### Seconda fase
|   | Squadra         | G  | V  | P  | PF   | PS   | PF/PS | Pt. | Qualificazione |
| - | --------------- | -- | -- | -- | ---- | ---- | ----- | --- | -------------- |
| 1 | Cedevita        | 14 | 12 | 2  | 1163 | 1010 | +153  | 26  | playoffs       |
| 2 | Zara            | 14 | 11 | 3  | 1109 | 943  | +166  | 25  | playoffs       |
| 3 | KK Zagabria     | 14 | 11 | 3  | 1224 | 1043 | +181  | 25  | playoffs       |
| 4 | Cibona Zagabria | 14 | 7  | 7  | 1153 | 1115 | +38   | 21  | playoffs       |
| 5 | Borik Puntamika | 14 | 5  | 9  | 976  | 1073 | -97   | 19  |                |
| 6 | Spalato         | 14 | 5  | 9  | 991  | 1095 | -104  | 19  |                |
| 7 | Alkar           | 14 | 4  | 10 | 976  | 1067 | -91   | 18  |                |
| 8 | Zabok           | 14 | 1  | 13 | 956  | 1202 | -246  | 15  |                |

#### Poule retrocessione
Girone retrocessione
|   | Squadra          | G  | V | P | PF | PS | PF/PS | Pt. | Qualificazione          |
| - | ---------------- | -- | - | - | -- | -- | ----- | --- | ----------------------- |
| 1 | Dubrava          | 10 | 6 | 4 |    |    |       | 16  |                         |
| 2 | Brod             | 10 | 6 | 4 |    |    |       | 16  |                         |
| 3 | Vr. Osijek Darda | 10 | 6 | 4 |    |    |       | 16  |                         |
| 4 | Kvarner 2010     | 10 | 4 | 6 |    |    |       | 14  |                         |
| 5 | Dubrovnik        | 10 | 4 | 6 |    |    |       | 14  | spareggio retrocessione |
| 6 | Trogir           | 10 | 4 | 6 |    |    |       | 14  | retrocessa in A2 Liga   |

### Playoff
|  | Semifinali | Semifinali      | Semifinali |             |    | Finale   | Finale | Finale |  |
|  |            |                 |            |             |    |          |        |        |  |
|  | 1.         | Cedevita        | 2          |             |    |          |        |        |  |
|  | 1.         | Cedevita        | 2          |             |    |          |        |        |  |
|  | 4.         | Cibona Zagabria | 1          |             |    |          |        |        |  |
|  | 4.         | Cibona Zagabria | 1          |             | 1. | Cedevita | 0      |        |  |
|  |            |                 |            |             | 1. | Cedevita | 0      |        |  |
|  |            |                 | 3.         | KK Zagabria | 3  |          |        |        |  |
|  | 2.         | Zara            | 3.         | KK Zagabria | 3  | 0        |        |        |  |
|  | 2.         | Zara            |            |             |    |          |        |        |  |
|  | 3.         | KK Zagabria     | 2          |             |    |          |        |        |  |

| Prva hrvatska košarkaška liga 2010-2011 |
| --------------------------------------- |
| KK Zagabria 1º titolo                   |

## Squadra vincitrice
| N° | Naz.                            | Ruolo | Sportivo           |  | Alt. |  |
| -- | ------------------------------- | ----- | ------------------ |  | ---- |  |
| 4  | Croazia (bandiera)              | P     | Damir Mulaomerović |  | 196  |  |
| 5  | Bosnia ed Erzegovina (bandiera) | A     | Ante Mašić         |  | 200  |  |
| 6  | Croazia (bandiera)              | AP    | Miralem Halilović  |  | 205  |  |
| 7  | Croazia (bandiera)              | G     | Krunoslav Simon    |  | 197  |  |
| 8  | Croazia (bandiera)              | A     | Mario Hezonja      |  | 202  |  |
| 9  | Croazia (bandiera)              | G     | Petar Babić        |  | 190  |  |
| 10 | Croazia (bandiera)              | C     | Mario Kasun        |  | 213  |  |
| 11 | Croazia (bandiera)              | G     | Dominik Mavra      |  | 195  |  |
| 12 | Stati Uniti (bandiera)          | P     | Alex Renfroe       |  | 197  |  |
| 13 | Croazia (bandiera)              | G     | Antonio Kraljić    |  | 193  |  |
| 14 | Croazia (bandiera)              | C     | Domagoj Bubalo     |  | 208  |  |
| 15 | Bosnia ed Erzegovina (bandiera) | A     | Ivan Novačić       |  | 201  |  |
| 21 | Croazia (bandiera)              | AC    | Luka Žorić         |  | 210  |  |
| 22 | Croazia (bandiera)              | G     | Damir Rančić       |  | 198  |  |
| 42 | Stati Uniti (bandiera)          | C     | Josh Heytvelt      |  | 211  |  |
|    | Croazia (bandiera)              | All.  | Mladen Erjavec     |  |      |  |